# Mirosław Milewski (ur. 1966)
Mirosław Marian Milewski (ur. 25 kwietnia 1966 w Płocku) – polski polityk i samorządowiec, w latach 2002–2010 prezydent Płocka.

## Życiorys
Ukończył studia w Szkole Głównej Handlowej w Warszawie na kierunku gospodarka publiczna. Uzyskał także dyplom Ministerstwa Skarbu Państwa uprawniający do zasiadania w radach nadzorczych. Pracę zawodową rozpoczął w 1986 w Rejonie Dróg Publicznych w Płocku. Od 1989 był zatrudniony w Fabryce Maszyn Żniwnych, w dziale planowania produkcji. Zajmował także stanowiska m.in. prezesa zarządu płockiego Radia "Boss", a następnie kierownika działu handlowego w spółce akcyjnej. W latach 1997–1999 pełnił funkcję dyrektora wydziału kontroli w Zakładzie Ubezpieczeń Społecznych, następnie kierował płocką delegaturą Mazowieckiego Urzędu Wojewódzkiego.
Czterokrotnie uzyskiwał mandat radnego płockiej rady miasta (po raz pierwszy w 1990). Działał w Porozumieniu Centrum, a następnie w Porozumieniu Polskich Chrześcijańskich Demokratów. W 2001 wstąpił do Prawa i Sprawiedliwości i bez powodzenia kandydował w tym samym roku z jego listy do Sejmu. W drugiej turze wyborów samorządowych w 2002 został wybrany na prezydenta Płocka z ramienia PiS. W kolejnych wyborach w 2006 skutecznie ubiegał się o reelekcję, pokonując w II turze Andrzeja Nowakowskiego z PO. W wyborach w 2010 przeszedł do drugiej tury, w której przegrał z Andrzejem Nowakowskim. Uzyskał jednocześnie mandat radnego miasta. W 2011 zawiesił członkostwo w PiS, a w marcu 2012 zrezygnował z niego i przeszedł do Solidarnej Polski. W 2014 opuścił to ugrupowanie, bez powodzenia kandydował na prezydenta Płocka oraz do rady miasta z ramienia komitetu związanego z Mazowiecką Wspólnotą Samorządową.
W 2018 Mirosław Milewski z listy PiS uzyskał mandat radnego sejmiku mazowieckiego VI kadencji. W 2024 ponownie został radnym miejskim w Płocku.